# Pistolet maszynowy TZ-45
TZ45 (BA-52) – włoski pistolet maszynowy wyprodukowany w niewielkich ilościach w końcowym okresie II wojny światowej.

## Historia
Podstawowym pistoletem maszynowym włoskiej armii w czasie II wojny światowej była Beretta M1938. Był to jeden z najbardziej udanych wzorów włoskiej broni, ale nie pozbawiony wad. Do najważniejszych należała technologia produkcji tego pistoletu maszynowego (oparta głównie na frezowaniu). Jak na pistolet maszynowy Beretta M1938 posiadała też zbyt dużą długość.
W 1943 r. w firmie Armaguerra Cremona powstał pistolet maszynowy FNAB-43. Była to broń poręczniejsza i celniejsza od M1938, ale jeszcze bardziej skomplikowana w produkcji i droga. Tymczasem sytuacja wojsk utworzonej na północy Włoch Republiki Socjalnej sprawiała, że potrzebowały one broni prostej i łatwej w produkcji.
W 1944 r. pracujący w firmie Armaguerra Cremona bracia Toni i Zorzoli Giandoso przedstawili projekt nowego pistoletu maszynowego. W odróżnieniu od FNAB-43 ich broń była bardzo uproszczona, produkowana z szerokim zastosowaniem technologii tłoczenia. TZ45 był też bronią bardzo bezpieczną ponieważ posiadał samoczynny bezpiecznik wyłączany poprzez mocne uchwycenie gniazda magazynka (pełniącego także rolę przedniego chwytu). Takie umieszczenie bezpiecznika samoczynnego nie było zbyt szczęśliwe ponieważ uniemożliwiało obsługę broni jedną ręką.
W latach 1944–1945 wyprodukowano ok. 6000 pistoletów maszynowych TZ45. Krytyczna sytuacja Republiki Socjalnej sprawiła, że wyprodukowane egzemplarze były niskiej jakości i miały opinię broni niezbyt solidnej. Po wojnie firma Armaguerra Cremona próbowała zainteresować pistoletem maszynowym TZ45 armię włoską, brytyjską i amerykańską, ale staranie te nie przyniosły żadnych zamówień. Na początku lat 50. oprzyrządowanie do produkcji TZ45 wraz z prawami do produkcji tej broni sprzedano Birmie, gdzie otrzymał nazwę BA-52. Prawdopodobnie produkcję w Birmie szybko przerwano, ponieważ wszystkie znajdujące się obecnie w kolekcjach egzemplarze pistoletu maszynowego braci Giandoso zostały wyprodukowane we Włoszech.

## Opis techniczny
Pistolet maszynowy TZ45 był bronią samoczynno-samopowtarzalną (na ogień pojedynczy i ciągły) działającą na zasadzie wykorzystania energii zamka swobodnego z nakłuciem spłonki, gdy zamek znajduje się w końcowej fazie ruchu do przodu. To rozwiązanie pozwala na wykorzystanie efektu tzw. wyrzutu zamka, polegającego na tym, że w końcowej fazie powrotu zamek nie uderza w tylne ścięcie lufy, lecz wyhamowywany jest przez wysuwającą się z komory nabojowej łuskę, a następnie pod wpływem dalszego wzrostu ciśnienia – odrzucony w tylne położenie. Zastosowanie takiego rozwiązania łagodzi odrzut broni. Dźwignia do napinania zamka poruszała się w wycięciu z prawej strony komory zamkowej. Zamek wyposażony był w iglicę stałą. Przełącznik rodzaju ognia pełniący rolę bezpiecznika nastawnego po prawej stronie komory spustowej nad chwytem pistoletowym, dodatkowo samoczynny bezpiecznik chwytowy wyłączany przez mocne ujęcie gniazda magazynka. Broń zasilana jest z magazynków pudełkowych o pojemności 20 lub 40 nabojów (magazynki z pistoletu maszynowego Beretta M1938). Stały celownik (nastawa 100 m). Kolba składana teleskopowa. Lufa w metalowej osłonie. Pod środkową częścią osłony występy blokujące złożoną kolbę (ułatwiały one także strzelanie przez otwory strzelnicze pojazdów zapobiegając przypadkowemu cofnięciu lufy do wnętrza pojazdu)